# Mérititès II
Mérititès II est une reine, épouse de Pépi II, totalement ignorée avant la découverte de sa tombe lors des fouilles de la mission archéologique française de Saqqâra. 
Son tombeau se trouve dans la nécropole royale de Pépi Ier, au sud de la pyramide.